# Chloroclystis isophrica
Chloroclystis isophrica är en fjärilsart som beskrevs av Louis Beethoven Prout 1926. Chloroclystis isophrica ingår i släktet Chloroclystis och familjen mätare. Inga underarter finns listade i Catalogue of Life.